# Grewia turbinata
Grewia turbinata é uma espécie de angiospérmica da família Tiliaceae.
Apenas pode ser encontrada no Iémen.
Os seus habitats naturais são: florestas secas tropicais ou subtropicais.